# ДОБ
ДОБ (сокращение от 2,5-диметокси-4-бромоамфетамин), также известный как бромамфетамин (МНН), — психоделик фенилэтиламинового класса. ДОБ был впервые синтезирован американским биохимиком А. Шульгиным в 1967 году.

## Методы получения
Один из самых простых способов — получение DOB из 2,5-DMA (2,5-диметоксиамфетамина):

## Фармакология
DOB — частичный агонист 5-HT2A, 5-HT2B и 5-HT2C рецепторов. Его психоделическое действие обусловлено агонизмом 5-HT2A-рецептора. Также DOB является агонистом TAAR1 у людей.
Было высказано предположение, что DOB — пролекарство, метаболизируемое в лёгких.

## Дозировка и способы применения
В своей книге PiHKAL (Phenethylamines I Have Known and Loved), Шульгин указывает дозировку в диапазоне от 1 до 3 мг. Однако многие потребители отмечают ощутимые эффекты от доз начиная с 0,5 мг. Обычно ДОБ принимается перорально. Также стерильный раствор можно применять внутримышечно или внутривенно.

## Оптические изомеры
«R»-изомер более активен, чем рацемат. «S»-изомер наименее активен.

## Действие

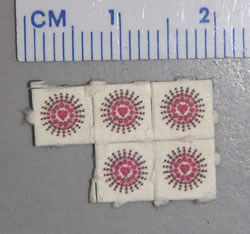
«Марки» с DOB, изъятые в Калифорнии

Согласно Шульгину, эффект ДОБ обычно продолжается от 18 до 30 часов; пик действия, или плато, длится около 8—12 часов. Вещество было описано как более ясный, более амфетаминовый вариант ЛСД, многие пользователи отмечают, что по сравнению с ЛСД он действует более «жёстко».
Действие начинается примерно через час после приёма препарата и постепенно усиливается ещё 3—4 часа. Могут появляться внезапные приступы смеха, похожие на эффект от марихуаны, однако более сильные и практически неконтролируемые.

### Токсичность
Токсичность ДОБ изучена недостаточно. Шульгин предполагал, что токсическая доза ДОБ должна составлять около 1000 эффективных доз. Есть информация, что высокие дозы вещества могут спровоцировать вазоконстрикцию сосудов конечностей, что может привести к возникновению гангрены. Существуют сообщения о развитии цианоза кожных покровов у здоровых людей при применении доз препарата от 3 мг.
Зарегистрирован случай смертельного отравления с концентрацией вещества в сыворотке крови 19 нг/л.

## Распространение
ДОБ не является редкостью на чёрном рынке, часто ДОБ продаётся в виде так называемых «марок» (прямоугольные кусочки картона с рисунком) под видом ЛСД или мескалина, и (относительно редко) в форме таблеток под видом MDMA.

## Правовой статус
По рекомендациям International Narcotics Control Board, ДОБ относится к I классу запрещённых психотропных веществ.
В России ДОБ входит в Список I Перечня наркотических средств, психотропных веществ и их прекурсоров, оборот которых запрещён. Вещество запрещено постановлением Правительства РФ от 30 июня 2010 года № 486. Для целей 228, 228.1, 229 И 229.1 УК РФ значительным размером веществ считается 0,01 г (10 мг), крупным — 0,05 г (50 мг), особо крупным — 10 г.